# 含米特人种

含米特人种

含米特人種。
《Man, Past and Present》(1899年)，Augustus H. Keane著。

含米特人种，譯作含米特人、含族人或含姆人，是一個假設存在以挪亚之子含为祖先的人种。他们大多数身型高细与多数是牧民，一部分说亚非语系，但除此外就没共同点。
含米特種族在19世紀，作為科學種族主義的字眼，成為地中海人种一个分支。

## 含米特假說

柏柏尔人，含米特人种西含米特类型。

索马里人，含米特人种东含米特类型。

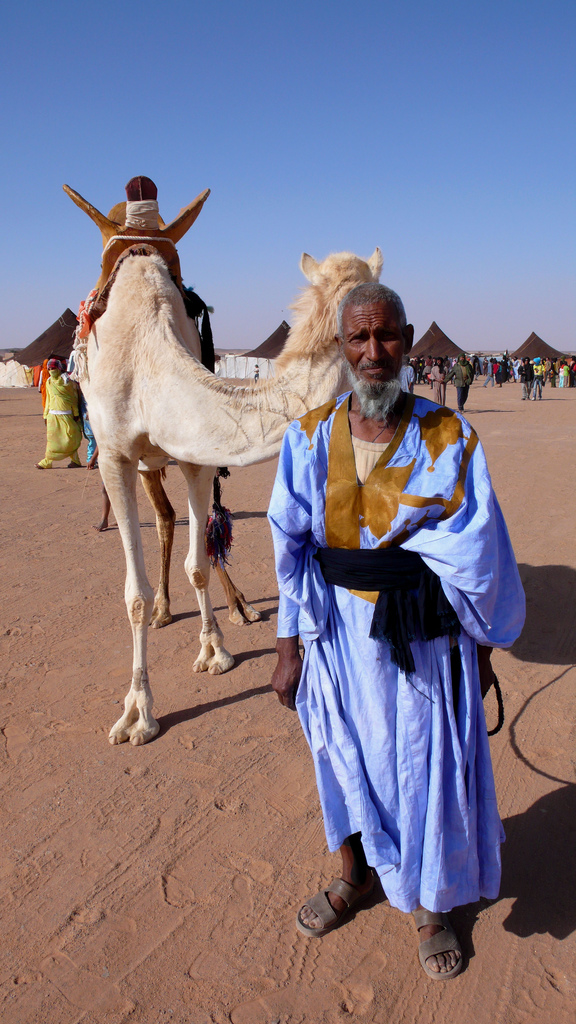
撒哈拉人，西含米特类型。

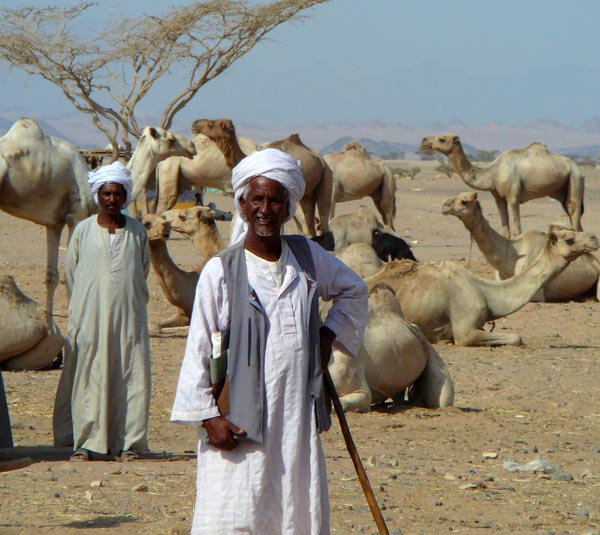
贝扎人，东含米特类型。

十九世纪时欧洲人认为含米特人种与黑人不同，後來的學者對這些想法擴大，最有影響力的是意大利的種族理論家朱塞佩·塞吉。他的地中海人种理论认为有一個獨特的含米特種族群體，可分為兩個小組：西部，其中包括柏柏爾人，富拉尼人、圖阿雷格人、撒哈拉人和關切人；東部分支，其中包括埃及人、努比亞人、埃塞俄比亞人、奧羅莫人、索馬里人、圖西人、马赛人。他们不具备统一语言但有相似体质，塞吉也认为他们在非洲之角建立文明。
含米特假說影響在20世紀歐洲列強的非洲政策。撒哈拉以南非洲的大湖地區的部分民族如圖西族，传说其祖先是白人，後來跟班图人混血而失去了最初的語言、文化和體貌。在盧旺達，它被提到對圖西族的優待態度。這被認為是1994年盧旺達大屠殺中的一個重要因素。